# Torre de la Comanda de Sant Joan
La Torre de la Comanda de Sant Joan és un conjunt arquitectònic situat al carrer de Sant Joan de Malta del barri del Clot de Barcelona, catalogat com a bé cultural d'interès local. Actualment allotja l'Escola Casas.

## Història i descripció

Làpida commemorativa del comanador Nicolau Cotoner

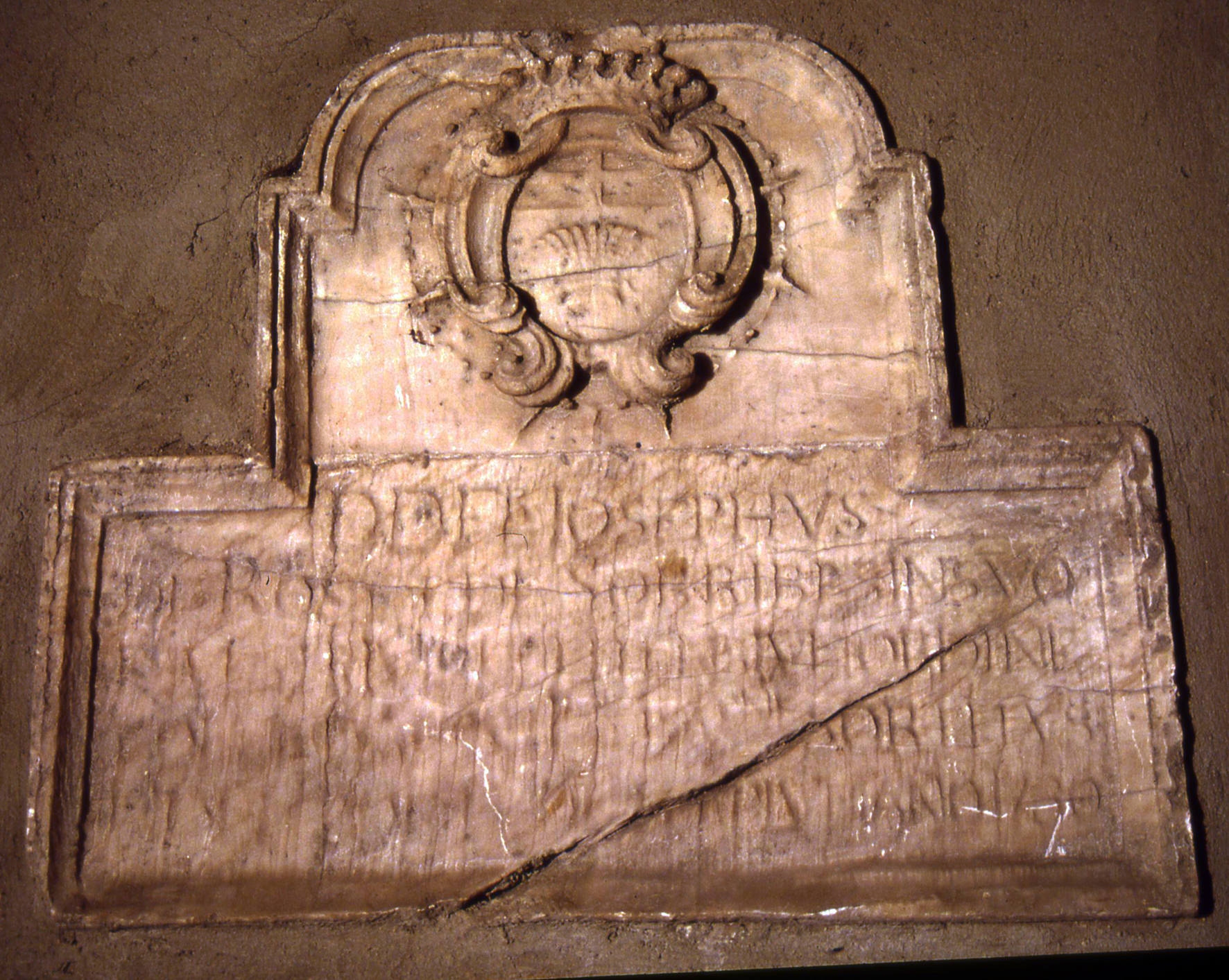
Làpida commemorativa del comanador Josep de Ros a la capella que ell restaurà

Sembla que la Torre de la Comanda de Sant Joan (com l'anomenen els documents) fou originàriament una torre de defensa que durant la baixa edat mitjana havia estat engrandida amb construccions annexes ordenades al voltant d'un pati quadrangular, a la manera renaixentista dels palaus o casals catalans. És a dir, el pati amb la galeria porticada, practicable per tot el perímetre, i l'escala de pujar a la planta noble encaixada en un dels racons de la galeria. És probable que aquesta estructura, restaurada amb un gust una mica dubtós en els darrers anys, dati del segle xvi, ja que les obres fetes del xvii en endavant van ser principalment restauracions. Té la tipologia pròpia d'una masia, actualment amb edificis annexos: pati-jardí central, teulats a doble vessant i façanes rectangulars, amb finestrals de volta porxada que envolten la casa.
El 1208, el rei Pere el Catòlic va donar en alou la torre del Clot i el molí d'en Soler (ambdós vora el rec Comtal), amb l'aigua suficient per moldre i regar a l'orde de Sant Joan de Jerusalem; a canvi, els santjoanistes cediren al rei els drets que tenien sobre Castellciuró (Molins de Rei) i la franquícia de moldre als molins reials de Barcelona.
A partir del segle xv hi ha molta documentació a l'arxiu del Gran Priorat de Catalunya (avui a l'Arxiu de la Corona d'Aragó) sobre aquell alou de Sant Martí de Provençals. Certs registres del comanador de Barcelona, Joan Barutell, de mitjan segle xv, fan referència a establiments i arrendaments de trossos de la finca, a un benifet de la capella dedicada a sant Nicolau, i a obres realitzades a la casa. Tanmateix, com d'habitud, els documents més interessants són les visites de milloraments dels segles xvii i xviii. Aquestes, a més de donar molta informació de l'edifici, expliquen, entre altres coses, que la finca tenia una extensió de 16 mujades (una mujada equival a unes 49 àrees) i que el comanador tenia plena jurisdicció sobre el lloc i la facultat de posar-hi batlle. Les visites de milloraments i/o les visites priorals de l'orde de Sant Joan utilitzades per estudiar l'evolució de l'edifici són dels anys 1622, 1661, 1704, 1729, 1746 i 1775. La primera, que es feu en temps del comanador Xatmar, no dona gaires dades, però, si més no, parla de l'existència del pati, que ja és un detall important. Sí que dona informació la que l'any 1661 feu el comanador Pau d'Àger. En aquesta s'explica que la torre havia sofert molt en la Guerra dels Segadors «la havie trobada enderrocada sens portas ni finestras, bigas ni teuladas, així que era inabitable que no.y podian estar homens ni personas» i que va caldre fer-hi obres importants de restauració. Tot explicant les obres, fa esment de la capella, del pati, del cos d'edifici que mira vers la ciutat, on a la planta noble hi havia la sala gran i quatre cambres, dues a cada costat i la «porxada» que, en aquest cas, no és altra que la galeria de solana de les golfes.
La visita de 1704 correspon als anys en què era comanador de Barcelona Nicolau Cotoner i Sureda, nebot dels famosos hospitalers mallorquins Nicolau Cotoner i Rafael Cotoner, que foren grans mestres de Malta entre 1660 i 1680. El comanador Cotoner hi feu importants reformes els anys 1704 i 1705. El text de la visita, a més de donar puntual informació d'allò que es feia nou, és molt explícit de cara a fer conèixer l'aspecte general que aleshores tenia la casa: pati central porticat, escala magna –entrant a mà esquerra–, sala gran, cuina i altres estances, a la planta noble i galeria de solana i terrat, a la planta superior. El comanador Cotoner va fer construir de nou l'edifici de tramuntana, el que dona a la plaça Valentí Almirall; ho recorda una inscripció llatina a la llinda d'un portal interior de la planta noble que dona pas a aquest edifici. Ramon Arabia la va transcriure i la va traduir: «A.costas de.Frà D. Nicolau de Cotoner, preceptor de (las) quatre (encomendas) de.Barcelona, Selma, Masdeu (y) Bajolas, pera regalo de(ls) caballers de(la) ordre de.Sant Joan ha sigut restaurada aquesta vasta part de (l)edifici per Frà Joseph Circuns, procurador de(l) molt noble comendador, (l')any 1705». També hi ha inscripcions a les llindes de les finestres i balcó que donen a la plaça: «F. D. NICOLAU COTONER ANY 1705».
Una altra visita que parla d'obres d'envergadura és la de 1729. L'edifici havia tornat a sofrir els estralls d'una guerra, en aquest cas el famós setge de Barcelona de 1714. La restauració de l'edifici correspongué al comanador Josep de Ros i de Sorribes. Va fer de nou les teulades i consolidà els murs, les cantonades i també la galeria del pati, que estava molt malmesa. En aquest cas, és l'àpoca del mestre de cases (Gabriel Coll) la que explica els motius de tanta destrucció: «se han sospedrat las parets, se ha tapat diferents forats de balas de artilleria en la mateixa, fets de temps del siti de dita present ciutat». El comanador de Ros va fer treure el pis construït damunt de la capella, on dormien els masovers, atenent les disposicions del concili de Trento, que ho prohibien. Va aprofitar l'avinentesa per refer de bell nou, segons l'estil barroc d'aleshores, l'oratori i la sagristia. Aquesta obra, que deixà el temple tal com es pot veure avui, la realitzà l'any 1728 Josep Fiter, mestre de cases de Barcelona, per un import de 268 lliures. A l'interior de la capella hi ha una làpida de marbre, coronada amb un blasó del comanador de Ros (que porta una garba d'arròs, senyal parlant del llinatge, i tots els elements propis d'escut de comanador: creu al cap, timbrat amb una corona i sobreposat a una creu de Malta). Una inscripció al peu, transcrita i traduïda per Ramon Arabia i Solanas, commemora l'efemèride: «(Lo) Sr. D. Fr. Joseph de Ros y de Sorribes, havent obtingut en (la) Ordre de(ls) caballers de Malta, á que pertany, (la) encomenda de.Sant Joan de Barcelona, á dit (Sant) erigeix aquest temple, (l')any 1730».
L'any 1746, el comanador de Barcelona i batlliu de Mallorca, Joan Antoni Puigdorfila, hi feu també reformes notables que es poden apreciar actualment. La més important fou la galeria exterior, del costat que mira a la Gran Via de les Corts Catalanes. Es va fer alineada amb la capella per protegir l'entrada principal de la casa, que també es fabricà de nou en aquella ocasió. Puigdorfila, com a prova de la seva intervenció a la casa, posà dos escuts seus en algun lloc desconegut, ja que Josep Goday els feu recol·locar a l'ala nord de l'edifici, sota la porxada del claustre. Ambdós són de pedra i porten les armes del comanador esculpides en relleu. El camper és quarterat: al primer, un mont floronat (dels Puigdorfila); el segon és partit (dels Dameto); al tercer hi ha tres víbries mossegant-se la cua (dels Morlà), i al quart, dos pals carregats amb dos parells de rossinyols enfrontats (dels Rossinyol). L'escut està timbrat amb una corona sobreposat a una creu de Malta i a sota porta un filacteri amb el nom Puigdorfila.
L'últim comanador que hi feu reparacions fou Manuel de Montoliu, l'any 1775. Entre altres obres de menys importància, va fer construir dos magatzems «sota l'habitació del masover per conduhir en ells lo cànem y fruits». Fins al 1890, a la capella (avui desafectada), dedicada a Sant Nicolau, hom hi celebrà missa la diada de Sant Joan, seguint la tradició dels santjoanistes.
El 1822, durant el Trienni Liberal, la torre va ser desamortitzada com la major part de béns de l'orde, i passà a mans del fabricants d'estampats Joan Casas i Vilarrúbias, que la va deixar en herència al seu fill Ramon Casas i Jordà. El 1921, Camil·la Casas i Jover, filla de Ramon, va cedir la propietat a l'Ajuntament de Barcelona per a destinar-la a escola de formació domèstica. Les condicions foren l'exclusivitat per a filles de famílies obreres, l'ensenyament en català i la reserva del 25% de les places per a les filles dels treballadors de la fàbrica que tenia a Sant Martí. Tanmateix, el cop d'estat de Miguel Primo de Rivera va estroncar el projecte, que no es va poder reprendre fins al 1930. Aleshores, l'arquitecte Josep Goday, tot respectant la construcció històrica, envoltà tot el conjunt (exceptuant-ne la façana de la plaça de Valentí Almirall) amb una gran tanca rectangular que conté pavellons d'ampliació, un gran pati escolar i un jardí, i també va dissenyar el mobiliari escolar.
L'escola fou exclusivament femenina fins al curs 1977-1978, quan s'hi va inaugurar un nou pavelló per a parvulari que també acceptava nens. Aquest va ser el primer pas per a la seva transformació en una escola mixta d'ensenyament primari.